# Jack Judge
Jack Judge (Oldbury, 3 décembre 1872 – West Bromwich, 25 juillet 1938) est un parolier britannique. Sa chanson la plus connue est It's a Long Way to Tipperary, publiée en 1912.

## Biographie

### Enfance
Les parents de John étaient d'origines irlandaises.

### Carrière
Il était à l’origine poissonnier et est monté sur scène après avoir remporté un concours de talents.

### It's a Long Way to Tipperary
Au moment où sa célèbre chanson a été écrite, il se produisait au « Grand Theatre », Stalybridge, Cheshire. Il aurait écrit la chanson pour un pari de cinq shillings le 3 janvier 30 et l’aurait interprétée la nuit suivante à « The Grand ».
John McCormack a enregistré la chanson en 1914, ce qui lui a donné une popularité mondiale. Judge avait enregistré « The Place Where I Was Born » en 1915, alors qu’il avait 42 ans et était déjà une grande star. Écrite avant le déclenchement de la guerre, c’est l’une de ses rares chansons sérieuses, et c’est un commentaire sensible sur la compassion de l’ouvrier pour les autres dans les moments difficiles. La même année, il enregistre « Paddy Maloney’s Aeroplane » et « Michael O’Leary, V.C. », tous deux sur les Irlandais qui contribuent à l’effort de guerre. En plus des chansons pour la scène, il a écrit un certain nombre de chansons de football en soutien à son bien-aimé West Bromwich Albion F.C. Il continue d’enregistrer tout au long des années 1920.